# روبرت أ. هال جونيور
روبرت أ. هال جونيور (بالإنجليزية: Robert A. Hall)‏ هو باحث في الرومانسية وأستاذ جامعي أمريكي، ولد في 4 أبريل 1911 في رالي في الولايات المتحدة، وتوفي في 2 ديسمبر 1997 في إثاكا في الولايات المتحدة.

## وصلات خارجية
- روبرت أ. هال جونيور على موقع الموسوعة البريطانية (الإنجليزية)